# Bộ Y tế và Phúc lợi (Hàn Quốc)
Bộ Y tế và Phúc lợi (MOHW trước đây là MW, tiếng Hàn Quốc: 보건복지부) là một bộ phận của chính phủ Hàn Quốc. Trụ sở chính ở thành phố Sejong. Trước đây, trụ sở chính nằm trên các tầng 6 đến 12 của Tòa nhà Hyundai ở Quận Jongno-gu, Seoul, khi là Bộ Y tế, Phúc lợi và Các vấn đề Gia đình.